# Лапа, Николай Кузьмич
Николай Кузьмич Лапа — советский хозяйственный, государственный и политический деятель, Герой Социалистического Труда.

## Биография
Родился 28 марта 1942 году в посёлке Буксир. Член КПСС с 1968 года.
С 1960 года — на хозяйственной, общественной и политической работе. В 1960—2002 гг. — ученик слесаря, слесарь, бригадир слесарей механосборочных работ Барнаульского завода геофизической аппаратуры Министерства радиопромышленности СССР.
Указом Президиума Верховного Совета СССР от 10 марта 1981 года («закрытым») за большие успехи, достигнутые в выполнении заданий десятой пятилетки, и значительный вклад в повышение эффективности производства присвоено звание Героя Социалистического Труда с вручением ордена Ленина и золотой медали «Серп и Молот».
Делегат XXVII съезда КПСС.
Живёт в Барнауле.